# Flesh (film, 1968)
Pour les articles homonymes, voir Flesh.
Pour plus de détails, voir Fiche technique et Distribution.
Flesh est un film américain réalisé par Paul Morrissey, appartenant à la trilogie Flesh - Trash - Heat, sorti en 1968.

## Synopsis
Joe, un jeune new-yorkais, se prostitue afin de subvenir aux besoins de son enfant et de Géraldine, sa femme, qui l'encourage à travailler car elle a besoin d'argent pour aider une amie à avorter ; sa femme  a aussi une relation avec une autre femme.

## Fiche technique
- Titre : Flesh
- Réalisation : Paul Morrissey
- Scénario : Paul Morrissey
- Production : Andy Warhol
- Photographie : Andy Warhol
- Pays de production :  États-Unis
- Format : Couleur - 16 mm
- Durée : 89 min
- Date de sortie : États-Unis : 26 septembre 1968 (New York)

## Distribution
- Joe Dallesandro : Joe
- Geraldine Smith : Geri
- Maurice Braddell : l'Artiste
- Louis Waldon : David
- Geri Miller : Terry
- Candy Darling : Candy
- Jackie Curtis : Jackie
- Patti D'Arbanville : amante de Geri
- Barry Brown : Hustler
- Bob Dallesandro : as Hustler
- John Christian : le jeune John